# Illa Medveji
Medveji (en rus: Медвежий Остров; Medvezhy Ostrov) és una petita illa de les illes Xantar, al mar d'Okhotsk. Administrativament pertany al Krai de Khabàrovsk, al Districte Federal de l'Extrem Orient de Rússia.

## Geografia
És la més occidental de les illes Xantar. Es troba a tan sols 4 km del continent, separada per l'estret de Xevtxenko. S'estén de nord-oest a sud-est durant 14 km de llargada i té una amplada que varia dels 150 metres a 4,5 km. La seva alçada màxima és de 233 msnm.

## Història
Entre 1852 i 1874 els baleners estatunidencs van fondejar a Medveji per obtenir fusta o refugi de les tempestes. També fou emprada com a punt de descans per enviar baleneres més petites per capturar balenes de Groenlàndia a badies i estrets propers. L'anomenaven illa Elbow Island.
La nit de l'11 d'octubre de 1858, la bricbarca Phoenix, de Nantucket, sota el comandament del capità Bethuel Handy, va naufragar al costat oest de l'illa durant un vendaval. El capità Handy i una desena d'homes van creuar l'estret gelat de Xevtxenko i van viatjar per la costa fins a Txumikan, a la desembocadura del riu Uda, on els caçadors nadius els van portar terra endins fins a l'assentament militar rus d'Udskoie, on van passar l'hivern. Per la seva banda, el primer oficial Charles Chester i la resta de la tripulació van passar l'hivern en una barraca de fusta i veles que havien construït a Medveji. El juny de 1859 els homes d'Udskoie van viatjar a la desembocadura del riu Uda on van ser rescatats pel vaixell Java; la tripulació que estava a Medveji va ser salvada per altres vaixells.
Forma part del Pac Nacional de les illes Xantar.